# Pałac w Koszewie
Pałac w Koszewie – eklektyczny pałac zlokalizowany w południowej części wsi Koszewo, w gminie Stargard.

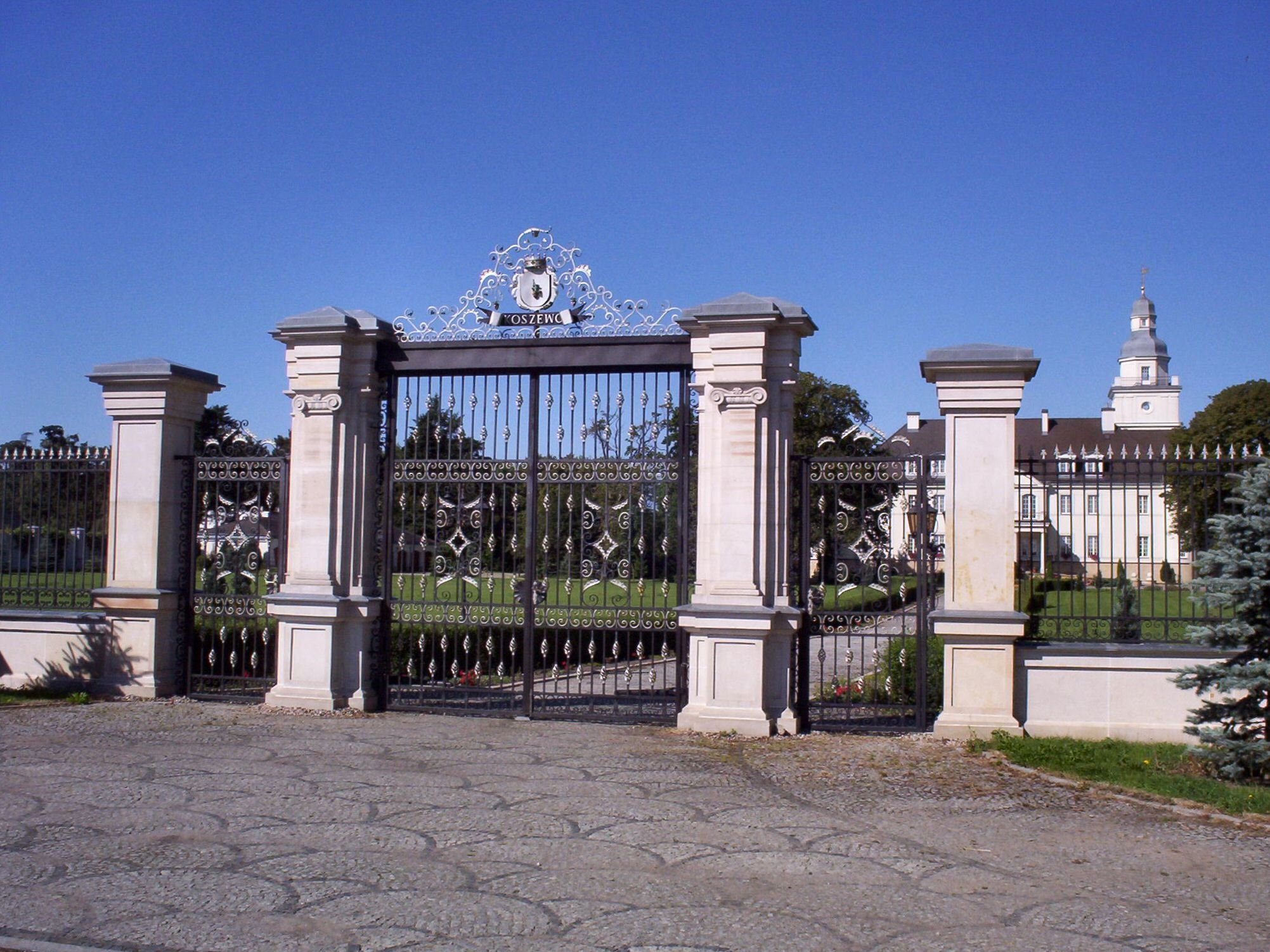
Brama

Eklektyczny obiekt zlokalizowany jest na wysokiej skarpie nadjeziornej. Pochodzi z lat 1914-16. Ozdobiony wieżami, w narożach fasady niskimi, cylindrycznymi, od strony jeziora wysoką, zakończoną podwójnym neobarokowym hełmem, zwieńczoną galerią widokową, ośmioboczną nadstawą, gruntownie wyremontowanym w latach 1993-94. Do 1945 był własnością hitlerowskiego feldmarszałka Friedricha Paulusa. Po wojnie mieścił się tu ośrodek szkoleniowo - wypoczynkowy Kombinatu PGR w Stargardzie, a obecnie jest to własność prywatna. Wejście poprzedzone jest podjazdem i czterokolumnowym portykiem z balkonem. Dziedziniec honorowy flankują niewielkie oficyny, za północną neogotycka zabudowa stadniny, stajnie posiadają w narożach rzeźby końskich łbów. Całość otoczona ozdobnym parkanem z artystycznie kutą bramą. Przy pałacu, od strony jeziora, półkolisty taras, z którego rozciąga się rozległy widok na jezioro Miedwie, a poniżej - park o powierzchni 5,4 hektara, usytuowany na dwóch terasach, opadających w kierunku jeziora. Pierwotnie był to ogród geometryczny założony pod koniec XVIII wieku, przy nieistniejącym już dziś dworze. Ogród przekształcono przestrzennie w pocz. XIX w. i przekomponowano na początku XX w. na park krajobrazowy.